# كومون
الكومون (باليابانية: 小紋) هو نوع من أنواع الكيمونو يكثر فيه نقش صغير ومكرر في أرجاء الثوب، يعتبر هذا الكيمونو بسيط وعادي يمكن لبسه والمشي به في أرجاء البلدة، أو يُلبَس مع أوبي حسن المنظر لأجل وجبة في مطعم، يمكن لكل من المرأة المتزوجة وغير المتزوجة لبس هذا النوع من الكيمونو.
بالمقارنة مع هوومونغي وتسوكيساغه التي تتركز فيها النقوش في النصف العلوي وعند الأكتاف، فإن كومون تتوزع فيه الرسوم على كامل الثوب، لذا فإنه من غير الممكن ارتداؤه في المناسبات الرسمية أو الاحتفالات.